# روبرت بوش جونيور
روبرت بوش جونيور (بالألمانية: Robert Bosch jun.)‏ هو رائد أعمال ألماني، ولد في 29 يناير 1928 في شتوتغارت في ألمانيا، وتوفي في 2 أغسطس 2004 في غيرلينغن في ألمانيا.

## وصلات خارجية
- روبرت بوش جونيور على موقع مونزينجر (الألمانية)